# Грешники (телесериал)
«Гре́шники» или «Поро́чные» (англ. Vicious) — британский телесериал в жанре ситуационной комедии, повествующий об отношениях двух пожилых геев, Фредди и Стюарта. Главные роли исполняют сэр Иэн Маккеллен и сэр Дерек Джекоби, сами являющиеся открытыми геями. Премьера сериала состоялась 29 апреля 2013 года на канале ITV и собрала аудиторию в 5,78 млн зрителей.
Финал первого сезона состоялся 10 июня 2013 года, сериал был выпущен на DVD 20 ноября, а 27 декабря вышел специальный рождественский выпуск. Второй сезон стартовал 1 июня 2015 года.

## Сюжет
Сериал повествует об отношениях двух пожилых геев, Фредди и Стюарта, которые вот уже 48 лет живут в своей квартире в Ковент-Гардене, развлекают гостей и ругаются друг с другом при любой возможности.

## В ролях
| Актёр             | Роль            |
| ----------------- | --------------- |
| Иэн Маккеллен     | Фредди Торнхилл |
| Дерек Джекоби     | Стюарт Биксби   |
| Фрэнсис де ла Тур | Вайолет Кросби  |
| Иван Реон         | Эш Уэстон       |
| Марсия Уоррен     | Пенелопа        |
| Филипп Восс       | Мейсон          |

### Приглашённые актёры
1 сезон
- Александра Роуч в роли Хлое — подруга Эша, веганка (5 серия)
- Хейзел Дуглас[англ.] в роли Милдред — мать Стюарта (6 серия)

2 сезон
- Селия Имри в роли Лилиан — сестра Вайолет (1 серия)
- Джорджия Кинг в роли Джесс — новая подруга Эша (1 и 4 серии)

## Эпизоды

### Сезон 1 (2013)
| № общий | № в сезоне | Название                                                | Режиссёр | Автор сценария | Дата премьеры   | Зрители в Великобритании (млн) |
| --- | ---------- | ------------------------------------------------------- | -------- | -------------- | --------------- | ------------------------------ |
| 1 | 1          | «Wake» «Поминки»                                        | Эд Бай   | Гэри Джанетти  | 29 апреля 2013  | 5.78                           |
| Фредди и Стюарт проводят поминки в память об ушедшем друге. К ним присоединяются их давние друзья. Пара умудряется создать крайне неловкий вечер с очень маленьким количеством закусок и постоянными оскорблениями. К ним также присоединяется недавно переехавший молодой парень Эш, их новый сосед, который проводит вечер стараясь быть хорошим гостем, парируя домогательства Вайолет, подруги Фредди и Стюарта. |            |                                                         |          |                |                 |                                |
| 2 | 2          | «Cheat» «Измена»                                        | Эд Бай   | Гэри Джанетти  | 6 мая 2013      | 3.82                           |
| Новый сосед Эш ищет совета как вернуть бросившую его девушку. Вайолет и Пенелопа идут с парнем в магазин покупать ей подарок. Случайно заметив работающего в отделе одежды Стюарта, троица заподозрила, что у него роман, но тот утверждает, что устроился на работу только потому, что Фредди в настоящее время не зарабатывает достаточно денег. Позже Фредди идет в магазин и делает то же открытие, но притворяется как будто он думает, что у Стюарта роман, потому что он не хочет чтобы его гордость была уязвлена. Эш рассказывает Вайолет, что он снова встречается со своей подругой, но после того, как он увидел, как Стюарт и Фредди жертвуют ради друг друга, восхищается их отношениями и прекращает свои фривольные отношения. |            |                                                         |          |                |                 |                                |
| 3 | 3          | «Audition» «Прослушивания»                              | Эд Бай   | Гэри Джанетти  | 13 мая 2013     | 2.78                           |
| У Фредди намечаются очень важные прослушивания, а Эш беспокоится о своей собственной карьере. Фредди предлагает Эшу заняться актёрским мастерством и учит его некоторым профессиональным приёмам только чтобы укрепить его уверенность в себе, но Эш тут же получает роль в фильма. Отметив, что Фредди впал по этому поводу в депрессию, Стюарт разрабатывает план, как вернуть самоуверенность партнёра. Тем временем Вайолет ищет совета друзей относительно её грязного романа с венгерским парнем, с которым она познакомилась по интернету. |            |                                                         |          |                |                 |                                |
| 4 | 4          | «Clubbing» «Идём в клуб»                                | Эд Бай   | Гэри Джанетти  | 20 мая 2013     | 2.55 (за ночь)                 |
| Эш приглашает Фредди, Стюарта, Пенелопу и Мейсона в клуб. Фредди и Стюарт превращают поход в клуб в соревнование популярности. После того, как Фредди стал более популярен у друзей Эша, чем Стюарт, Фредди чувствует себя неуместным в этом месте из-за своего возраста. Понимая своё неподходящее поведение и эгоизм, он извиняется перед Стюартом и проводит вечер вместе с ним. Тем временем Вайолет направляется в Аргентину, чтобы встретиться с новым мужчиной, с которым она познакомилась по интернету. |            |                                                         |          |                |                 |                                |
| 5 | 5          | «Dinner Party» «Званый ужин»                            | Эд Бай   | Гэри Джанетти  | 3 июня 2013     | 2.53                           |
| Фредди чувствует, что его актёрской карьере подходит конец, и приглашает Эша и его новую подругу-веганку Хлое на званый ужин, который готовит Стюарт. Хлое оказывается наивной и раздражающей, Стюарт и Фредди сначала вмешиваются в слащавые реплики парочки, которые затем переходят в спор и ругань. Тем временем, Вайолет посещает своего интернет-бойфренда в Аргентине. Он заковывает её в наручники и грабит её, забирая все деньги и паспорт, оставляя её одну в Южной Америке совершенно на мели. |            |                                                         |          |                |                 |                                |
| 6 | 6          | «Anniversary» «Годовщина»                               | Эд Бай   | Гэри Джанетти  | 10 июня 2013    | 2.77                           |
| Фредди и Стюарт устраивают вечеринку чтобы отметить 49-ю годовщину совместной жизни. Эш случайно рассказывает о вечеринке матери Стюарта Милдред. По случаю Стюарт решает, что пришло время рассказать матери правду о его отношениях с Фредди. |            |                                                         |          |                |                 |                                |
| 7 | 7          | «Christmas Special» «Специальный рождественский выпуск» | Эд Бай   | Гэри Джанетти  | 27 декабря 2013 | 3.15                           |
| На Рождество Фредди и Стюарт пригласили всех друзей на традиционный рождественский обед. Единственная проблема в том, что Эш готовит, Вайолет приводит своего нового возлюбленного, а Фредди готовится к крайне сложной актёрской работе... |            |                                                         |          |                |                 |                                |

### Сезон 2 (2014)
Съёмки второго сезона начались 21 декабря 2014 года и закончились 1 февраля 2015 года. Было снято шесть серий, которые были показаны на телеканале ITV, начиная с 1 июня 2015 года. В первой серии сезона в качестве приглашённых звёзд снялись Селия Имри и Джорджия Кинг.
| № общий | № в сезоне | Название                         | Режиссёр    | Автор сценария | Дата премьеры   | Зрители в Великобритании (млн) |
| --- | ---------- | -------------------------------- | ----------- | -------------- | --------------- | ------------------------------ |
| 8 | 1          | «Sister» «Сестра»                | Эд Бай      | Гэри Джанетти  | 1 июня 2015     | 5.78                           |
| Вайлет паникует, когда ее богатая сестра Лилиан (Селия Имри), которую она не видела много лет, объявляет о скором визите. Обеспокоенная тем, что Лиллиан узнат правду о ее скромной жизни, Вайлет просит друзей спасти ее от унижения. В то же время, Эш стремится представить всем свою новую подругу, Джес (Джорджия Кинг), но всех ожидает сюрприз. |            |                                  |             |                |                 |                                |
| 9 | 2          | «Gym» «Тренажёрный зал»          | Эд Бай      | Гэри Джанетти  | 8 июня 2015     | 3.82                           |
| Чувствуя себя немощными, Фредди и Стюарт желают присоединиться к Эшу в его тренажерном зале, где молодой инструктор фитнеса уговаривает пару, подписаться на дорогое членство. Фредди и Стюарт тратят так много времени в тренажерном зале, что Вайлет и Пенелопа начинают использовать их квартиру как свою собственную.                              |            |                                  |             |                |                 |                                |
| 10 | 3          | «Ballroom» «Бальные танцы»       | Эд Бай      | Гэри Джанетти  | 15 июня 2015    | 3.82                           |
| Друзья решают присоединиться к Эшу и Джесс (Джорджия Кинг) в классе бальных танцев. Ловкий в ногах Стюарт быстро становится любимцем учителя, оставляя Фредди в раздражении, в то время как Вайлет стремиться завлечь преподавателя другими способами.                                                                                                 |            |                                  |             |                |                 |                                |
| 11 | 4          | «Stag Do» «Мальчишник»           | Эд Бай      | Гэри Джанетти  | 22 июня 2015    | 2.78                           |
| Найти себя в одиной кровати Вайлет и Эш начинают знакомство с новыми людьми, Вайолет уже встретила кого-то в Интернете, в то время как бывшая девушка Эша, Хлоя (Александра Роуч), возвращается. Фредди, тем временем, чувствует на себе давление со стороны Стюарта, который требует чтобы тот новую актерскую роль.                                  |            |                                  |             |                |                 |                                |
| 12 | 5          | «Flatmates» «Соседи по квартире» | Эд Бай      | Гэри Джанетти  | 29 июня 2015    | 2.17                           |
| После того, как Фредди и Стюарт перестают жить вдвоем, Стюарт переезжает к Эшу, а Вайолет переезжает к Фредди. |            |                                  |             |                |                 |                                |
| 13 | 6          | «Wedding» «Свадьба»              | Эд Бай      | Гэри Джанетти  | 6 июля 2015     | 2.06 (за ночь)                 |
| День свадьбы Фредди и Стюарт наступил, но у Мейсона и Пенелопы есть проблемы с получением торта. Своенравный муж Вайолет Джаспер, ведет себя странно и наконец мама Стюарта умирает на свадебной церемонии. |            |                                  |             |                |                 |                                |
| 14 | 7          | «A Year» «Год»                   | Бен Келлетт | Гэри Джанетти  | 16 декабря 2016 | н/д                            |

## Выход на DVD
Первый сезон сериала был выпущен на DVD в Великобритании 20 ноября 2013 года в формате 4DVD.